# علی خاوری
علی خاوری (زادهٔ ۱ فروردین ۱۳۰۲ در مشهد – درگذشتهٔ ۲۹ اسفند ۱۳۹۹ در برلین) دبیر اول حزب توده ایران بود که از سال ۱۳۶۲ تا [۱۳۸۲] در صدر حزب توده بوده است. علی خاوری ششمین دبیر اول حزب توده ایران بود. خاوری در دوران حکومت محمدرضاشاه پهلوی زندانی و به اعدام محکوم شد، اما با یک درجه تخفیف محکوم به حبس ابد شد و مدت پانزده سال را از ۱۳۴۲ تا ۱۳۵۷ در زندان سپری کرد.
علی خاوری در آستانهٔ انقلاب ۱۳۵۷ همراه با دیگر زندانیان سیاسی از زندان آزاد شد. او از اولین کسانی بود که برای سازماندهی مجدد حزب توده در ایران اقدام کرد و پیش از بازگشت رهبری حزب توده به ایران در فروردین و اردیبهشت ۱۳۵۸، انتشار روزنامهٔ مردم را آغاز نمود. پلنوم هفدهم حزب توده ایران وی را به عضویت هیئت دبیران کمیتهٔ مرکزی انتخاب کرد.
پس از یورش به حزب توده در بهمن ۱۳۶۱ و دستگیری عدهٔ کثیری از رهبران و اعضای حزب از جمله صدر حزب نورالدین کیانوری، خاوری که ابتدا مسئول «کمیته برون مرزی حزب توده ایران» و پس از دستگیری‌های گسترده تنها عضو باقی‌مانده از هیئت سیاسی و هیئت دبیران بود، در پلنوم هجدهم کمیته مرکزی حزب توده ایران در آذر ۱۳۶۲، به عنوان دبیر اول حزب توده ایران انتخاب شد. علی خاوری ششمین دبیر اول حزب توده ایران محسوب می‌شد. پس از یورش سال‌های ۱۳۶۱–۱۳۶۲ به حزب تودهٔ ایران، علی خاوری بازسازی رهبری حزب را سازمان داد.
علی خاوری در ۲۹ اسفند ۱۳۹۹ بر اثر ایست قلبی در برلین درگذشت.

## اهدای کتابخانه
پس از درگذشت علی خاوری کتابخانهٔ شخصی وی که کتاب‌ها، نشریات و اسناد کمیابی را در بر می‌گرفت توسط خانوادهٔ وی و اعضای حزب تودهٔ ایران از طریق دانشگاه هومبولت برلین به سه دانشگاه و نهاد مختلف (دانشکدهٔ مطالعات خاورمیانهٔ دانشگاه کارل در پراگ، سازمان حمایت از پناهجویان و پناهندگان (اورس ors) در شهر برن سوئیس، خانۀ روسیه در برلین) اهدا شد. مسئولان این سه نهاد با ارسال پیام‌هایی از اهدای این کتاب‌ها سپاسگزاری کردند.